# Prajágrádž
Prajágrádž (hindsky प्रयागराज; v minulosti Prajága (v písmu dévanágarí प्रयाग), do října 2018 Iláhábád) je město v indickém státě Uttarpradéš. Nachází se na soutoku řek Jamuny a Gangy s mytologickou Sarasvatí.
K roku 2001 mělo 1 015 348 obyvatel. V roce 2008 mělo 1 215 348 obyvatel. Podle sčítání lidu mělo v roce 2011 1 216 719 obyvatel.
Historie města sahá hluboko do starověku. V tomto období bylo důležitým buddhistickým centrem starověké Indie, jak dokládají nápisy na Ašókových sloupech.

Dodnes je město též důležitým centrem a poutním místem hinduismu. Každých 12 let se zde koná hinduistická pouť Kumbh mélá. Pouť se zde konala od 13. ledna do 26. února 2025, předchozí Kumbhaméla probíhala od 27. ledna do 25. února 2013.